# Jean-Victor Badin
Pour les articles homonymes, voir Badin.
Jean-Victor Badin (né à Toulouse le 30 septembre 1872 et mort à Neuilly-sur-Seine le 29 novembre 1949) est un sculpteur français.

## Biographie
Jean-Victor Badin expose le plâtre de son haut-relief La Source dort au Salon des artistes français de 1891 et y reçoit une mention honorable en 1897 et en 1900.
Sa fontaine, Le Faune endormi ou Le Repos du Faune est érigée en 1904 dans le parc de la mairie de Choisy-le-Roi,.
En 1929, au Salon d'automne, il expose une Tête (terre cuite) et Léda, un bronze fonte à cire depuis perdu.
Il est inhumé à Saint-Prix.